# Lista de deputados estaduais da Paraíba da 2.ª legislatura
Essa é uma lista de deputados estaduais da Paraíba eleitos para o período 1951-1955.

## Composição das bancadas
| Partido | Líder                       | Bancada | Posição  |
| ------- | --------------------------- | ------- | -------- |
| UDN     | Francisco da Nóbrega Filho  | 15 / 40 | Oposição |
| PSD     | José Fernandes de Lima      | 14 / 40 | Governo  |
| PL      | Pedro Augusto de Almeida    | 5 / 40  | Governo  |
| PR      | Severino Ismael de Oliveira | 3 / 40  | Governo  |
| PSB     | Aluizio Afonso Campos       | 1 / 40  | Oposição |
| PTB     | Arnaldo Bonifácio de Paiva  | 1 / 40  | Oposição |
| PSP     | Firmino da Silva            | 1 / 40  | Governo  |

## Deputados estaduais
| Número | Deputados federais eleitos          | Partido | Votação | Percentual | Cidade onde nasceu   | Unidade federativa |
| 41608  | Severino Bezerra Cabral             | PSD     | 4.514   | 1,74%      | Umbuzeiro            | Paraíba            |
| 41143  | João Fernandes de Lima              | PSD     | 4.282   | 1,65%      | Mamanguape           | Paraíba            |
| 41471  | Pedro Gondim                        | PSD     | 3.937   | 1,52%      | Alagoa Nova          | Paraíba            |
| 42148  | Fernando Paulo Carrilho Milanez     | PL      | 3.536   | 1,36%      | João Pessoa          | Paraíba            |
| 22479  | Isaias Silva                        | UDN     | 3.534   | 1,36%      | João Pessoa          | Paraíba            |
| 41914  | Zé Gayoso                           | PSD     | 3.495   | 1,35%      | Patos                | Paraíba            |
| 20491  | Hercílio Alves Ferreira Lundgren    | PR      | 3.444   | 1,33%      | Mamanguape           | Paraíba            |
| 22861  | Ernesto Heráclio do Rêgo            | UDN     | 3.318   | 1,28%      | Boqueirão            | Paraíba            |
| 42173  | Ivan Bichara                        | PL      | 3.248   | 1,25%      | Cajazeiras           | Paraíba            |
| 22425  | José Cavalcanti                     | UDN     | 3.215   | 1,24%      | Mogeiro              | Paraíba            |
| 22500  | José Marques de Almeida Sobrinho    | UDN     | 3.195   | 1,23%      | Puxinanã             | Paraíba            |
| 41722  | Octacílio Nóbrega de Queiroz        | PSD     | 3.173   | 1,22%      | Patos                | Paraíba            |
| 22546  | Américo Maia de Vasconcelos         | UDN     | 3.119   | 1,20%      | Catolé do Rocha      | Paraíba            |
| 22925  | João Feitosa Ventura                | UDN     | 3.024   | 1,17%      | Queimadas            | Paraíba            |
| 41167  | Ramiro Fernandes de Carvalho        | PSD     | 2.980   | 1,15%      | Serra Branca         | Paraíba            |
| 42400  | Agnaldo Veloso Borges               | PL      | 2.959   | 1,14%      | Campina Grande       | Paraíba            |
| 22690  | Clóvis Bezerra Cavalcanti           | UDN     | 2.945   | 1,14%      | Bananeiras           | Paraíba            |
| 22457  | Antônio de Paiva Gadelha            | UDN     | 2.925   | 1,13%      | Sousa                | Paraíba            |
| 22298  | José Marques da Silva Muniz         | UDN     | 2.913   | 1,12%      | Arara                | Paraíba            |
| 22550  | Álvaro Gaudêncio de Queiroz         | UDN     | 2.889   | 1,11%      | São João do Cariri   | Paraíba            |
| 22535  | Luís da Costa Araújo Bronzeado      | UDN     | 2.871   | 1,11%      | Remígio              | Paraíba            |
| 41931  | Balduíno Minervino de Carvalho      | PSD     | 2.839   | 1,09%      | Itaporanga           | Paraíba            |
| 22596  | Francisco Seráfico da Nóbrega Filho | UDN     | 2.795   | 1,08%      | Santa Luzia          | Paraíba            |
| 41673  | Jacinto Dantas Correia de Góis      | PSD     | 2.715   | 1,05%      | Paulista             | Paraíba            |
| 22536  | Jacob Guilherme Frantz              | UDN     | 2.691   | 1,04%      | Rio Pardo            | Rio Grande do Sul  |
| 22273  | Ascendino Virgínio de Moura         | UDN     | 2.666   | 1,03%      | Cuité                | Paraíba            |
| 41987  | Tertuliano Correia da Costa Brito   | PSD     | 2.660   | 1,03%      | São João do Cariri   | Paraíba            |
| 41675  | Napoleão Abdon da Nóbrega           | PSD     | 2.649   | 1,02%      | João Pessoa          | Paraíba            |
| 41854  | Roberto Pessoa                      | PSD     | 2.639   | 1,02%      | Gurinhém             | Paraíba            |
| 22983  | Lourival Lacerda Lima               | UDN     | 2.622   | 1,01%      | Campina Grande       | Paraíba            |
| 40110  | Aluizio Afonso Campos               | PSB     | 2.610   | 1,01%      | Campina Grande       | Paraíba            |
| 42504  | Pedro Augusto de Almeida            | PL      | 2.610   | 1,01%      | Catolé do Rocha      | Paraíba            |
| 41285  | José Ribeiro de Farias              | PSD     | 2.582   | 0,99%      | Taperoá              | Paraíba            |
| 41540  | Francisco de Paula Barreto Sobrinho | PSD     | 2.557   | 0,99%      | Piancó               | Paraíba            |
| 41297  | João Carneiro de Freitas            | PSD     | 2.513   | 0,97%      | Lucena               | Paraíba            |
| 20351  | Severino Ismael de Oliveira         | PR      | 2.471   | 0,95%      | Caiçara              | Paraíba            |
| 20373  | Antônio Leite Montenegro            | PR      | 2.412   | 0,93%      | Rio Tinto            | Paraíba            |
| 42975  | Antônio Nominando Diniz             | PL      | 2.385   | 0,92%      | Princesa Isabel      | Paraíba            |
| 14231  | Arnaldo Bonifácio de Paiva          | PTB     | 1.591   | 0,61%      | São José de Piranhas | Paraíba            |
| 46795  | Firmino da Silva                    | PSP     | 1.564   | 0,60%      | Santa Rita           | Paraíba            |